# Boizenburg/Elbe
Boizenburg/Elbe – miasto w Niemczech, w kraju związkowym Meklemburgia-Pomorze Przednie, w powiecie Ludwigslust-Parchim, siedziba Związku Gmin Boizenburg-Land.
Najbardziej na zachód położone miasto kraju związkowego.

## Dzielnice
- Bahlen
- Bahlendorf
- Gehrum
- Gothmann
- Heide
- Metlitz
- Schwartow
- Streitheide
- Vier

## Współpraca międzynarodowa
- Czersk, Polska
- Lauenburg/Elbe, Szlezwik-Holsztyn